# Abbaye de Montauriol
L'abbaye de Montauriol était une abbaye de religieux bénédictins située à Montauban, dans le département français du Tarn-et-Garonne en région Occitanie.
Il ne subsiste plus de l'abbaye que le colombier situé rue Jeanne-d'Arc.

## Localisation
L'abbaye est située à Montauban, dans le département de Tarn-et-Garonne.

## Historique
La famille de saint Théodard a donné des terrains à Mons Aureolus (Mont Oriol), devenu Montauriol, vers 820, pour construire une abbaye dédiée à saint Martin de Tours. Saint Théodard est mort dans l'abbaye le 1er mai 893. De nombreux miracles se sont produits sur son tombeau contribuant à sa canonisation. L'abbaye prit alors le nom de Saint-Théodard. Un petit bourg s'est construit autour de l'abbaye. Elle reçoit de nombreux dons faisant d'elle la plus importante abbaye du Midi, devançant même celle de Moissac. L'abbatiale romane a dû être reconstruite à cette période.

### Création de Montauban
La région est dans une zone que se disputent le comte de Toulouse Alphonse Jourdain et les ducs d'Aquitaine Guillaume IX et Guillaume X. Les familles les plus puissantes situées autour de Montauriol prennent parti pour l'un ou l'autre seigneur. L'abbaye de Montauriol semble plutôt favorable au duc d'Aquitaine. Quand en 1140, les moines de l'abbaye de Montauriol achètent des terres sur un plateau dominant le Tarn, Alphonse Jourdain réagit en les confisquant. Par la charte du 9 octobre 1144, il fonde la ville nouvelle de Montauban, pour lui assurer le contrôle du Bas-Quercy et verrouiller la route vers Toulouse. L'abbé de Montauriol, Ancelin, proteste auprès du pape Eugène III contre cette spoliation de ses droits. Il obtient gain de cause et le comte Raymond V lui cède la moitié de la seigneurie de Montauban. La charte des coutumes accordée à Montauban va entraîner une croissance rapide de la ville.
Pendant la croisade contre les Albigeois, l'abbé de Saint-Théodard, Raymond d'Azémard, soutient Simon de Monfort car il souhaite retrouver l'entière souveraineté sur Montauban. Les habitants soutiennent Raymond VI et l'en avertissent. Le comte de Toulouse mit alors l'abbé dans une prison où il est mort en 1212.

### L'abbaye est rattachée à l'abbaye de la Chaise-Dieu
En 1079, l'abbaye Saint-Théodard est soumise à l'abbaye de la Chaise-Dieu qui y nomme des supérieurs. L'abbaye de Montauriol doit lui payer chaque année une redevance.

### Création du diocèse de Montauban
Cette situation se termine en 1317 quand le pape Jean XXII crée le diocèse de Montauban. Le premier évêque est Bertrand Ier du Puy, l'abbé de Saint-Théodard. Par une autre bulle, le pape rattache l'évêché de Montauban à l'archevêché de Toulouse et l'exempte de la juridiction de l'archevêque de Bourges. Les évêques de Montauban vont construire une cathédrale à l'emplacement de l'ancienne abbatiale en conservant la tour occidentale. Sa construction, au moment où la guerre de Cent Ans commence, va voir ses fonds limités,.
En 1379, les moines de Montauriol sont encore présents dans la cathédrale qui avait été leur abbatiale. L'évêque ne pouvant plus assurer la tâche d'abbé de Montauriol, celle-ci est confiée à un prieur-mage. Peu de temps après, les séculiers se sont installés dans la cathédrale et prennent possession des prébendes et des offices claustraux. Quand, en 1484, Georges d'Amboise est élu évêque de Montauban, il était pourvu de la dignité d'aumônier.

### Guerres de religion et démolition de la cathédrale Saint-Théodard
Les guerres de Religion débutent en France en 1560. Montauban est alors entièrement acquise à la Réforme.
La cathédrale de Montauriol est incendiée par les protestants entre 1561 et détruite en 1567. Les pierres des églises démolies servent à renforcer les remparts qui résistent en 1562 à trois assauts dirigés par Blaise de Monluc.

### Protection au titre des monuments historiques
Le colombier, seul reste de l'ancienne abbaye de Montauriol, a été classé au titre des monuments historiques le 22 août 1927.